# Sugar Daddy Live
Sugar Daddy Live è un album dal vivo del gruppo musicale sludge metal statunitense Melvins, pubblicato nel 2011.
Le 13 tracce che compongono l'album sono state pubblicate anche sotto forma di 13 split 12" (Split Series) realizzati con diverse band.

## Tracce
1. Nude with Boots – 3:59
2. Dog Island – 5:55
3. Dies Iraea – 3:19
4. Civilized Worm – 5:39
5. The Kicking Machine – 2:32
6. Eye Flys – 9:12
7. Tipping the Lion – 3:44
8. Rat Faced Granny – 2:48
9. The Hawk – 2:24
10. You've Never Been Right – 2:46
11. A History of Bad Men – 5:39
12. Star Spangled Banner – 1:47
13. Boris – 11:44